# Marcel Gerbohay
Marcel Gerbohay (Pacé, 3 mei 1917 - Berlijn, 9 april 1943) was een rooms-katholieke Fransman die in 1943 in Duitsland terechtstond voor poging tot moord op Adolf Hitler op 9 november 1938. 
Gerbohay begon in het najaar van 1934 zijn opleiding als katholiek theologiestudent aan het Saint-Ilan seminarie nabij Saint-Brieuc in Bretagne waar hij eerder al een opleiding gevolgd had aan de tuinbouwschool die eraan verbonden was. Tegenover een aantal bevriende medeleerlingen die hij er leerde kennen beweerde hij een afstammeling van de keizerlijke familie Romanov uit Rusland te zijn. Dit thema kwam volgens zijn medestudenten ook aan bod kwam wanneer hij hardop aan het dromen ging in de gemeenschappelijke slaapzaal van het seminarie. In mei 1935 ontaardde een van deze dromen in een zenuwcrisis waardoor Gerbohay meer dan een jaar met ziekteverlof was en pas in oktober 1936 zijn studies terug kon hervatten.
In de loop van 1937 ontstond er rond Gerbohay een vriendenkring waarvan Maurice Bavaud zich ontpopte tot meest fervente volgeling. Volgens zijn hierover na de oorlog ondervraagde medestudenten, had Gerbohay uiteindelijk een volledige dominantie over Bavaud. Gerbohay noemde deze kring zelf ,tijdens de ondervragingen na zijn arrestatie door de Duitsers, de Compagnie du Mystère, een geheim genootschap dat zich verzette tegen het communisme. Tegen het eind van het schooljaar 1938 kreeg Gerbohay opnieuw een zenuwinzinking waarbij hij begon te hallucineren en als gevolg zijn studies in Saint-Ilan voorgoed moest opgeven.
Blijkbaar had hij op dat ogenblik Bavaud al kunnen overtuigen van zijn opvatting dat Adolf Hitler in de weg stond voor zijn plan om de Sovjet-Unie terug te veroveren op het communistisch bewind en deze daarom vermoord diende te worden. In de zomer van 1938 schreef Gerbohay vanuit Frankrijk naar Bavaud, die voor vakantie teruggekeerd was naar zijn ouders in Neuchâtel, met de opdracht om naar Duitsland af te reizen en er Hitler te doden. Bavaud reisde effectief af naar Duitsland maar mislukte in zijn opzet en werd bij zijn poging het land te verlaten op de trein gearresteerd omdat hij zonder kaartje reed en bovendien een wapen op zak bleek te hebben. Na verdere ondervraging bekende hij zijn poging tot aanslag en werd hij ter dood veroordeeld en in 1941 onthoofd. Voor zijn proces had Bavaud de naam van zijn opdrachtgever en zogenaamd beschermer nooit willen prijsgeven, dit veranderde eenmaal hij zijn dood afwachtte in de cel. Tijdens verdere ondervragingen verduidelijkte hij de rol van Gerbohay en deze werd na de bezetting van Frankrijk in 1940 door de Duitsers opgespoord. Gerbohay was na de Duitse inval in Frankrijk naar de onbezette zone gevlucht en werd pas op 1 januari 1942 door de Duitse politie gearresteerd toen hij op bezoek was bij zijn moeder in Pacé in de bezette zone. In eerste instantie werd hij opgesloten in de gevangenis van Rennes en Parijs. Pas in september 1942 werd hij definitief in voorarrest geplaatst in Berlijn en al op 11 januari 1943, in navolging van Bavaud, tijdens een geheim proces ter dood veroordeeld voor moordpoging op Hitler. Hij werd op 9 april 1943 onthoofd in de gevangenis van Plötzensee bij Berlijn.
Tijdens zijn ondervragingen door de Gestapo vermeldde Gerbohay verschillende van zijn medestudenten als zijnde lid van de "Compagnie du Mystère". Een aantal van hen werden op hun beurt ondervraagd maar blijkbaar werd uit hun verklaringen duidelijk dat Gerbohay het bestaan van een dergelijke groep verzonnen had en werden zij verder met rust gelaten.